# Wirbelwind (Verein)

Wirbelwind-Logo: Rabe Conrad

Der Wirbelwind – linke Kinder- und Jugendprojekte e.V. – ging 1994 aus der AGJG e.V., einer PDS-nahen Jugendorganisation hervor.
Nachdem der Verband seinen Schwerpunkt von klassischer Politarbeit auf Jugendprojekte in der Tradition der FDJ verlegte, wurde er anerkannter Träger der Jugendhilfe im Sinne des Kinder- und Jugendhilfeweiterentwicklungsgesetzes. Als solcher betrieb er in Thüringen ein weitreichendes Netz von Jugendeinrichtungen wie Treffpunkten, klassischen Jugendclubs und „offenen Räumen“. Ein weiterer Aspekt der Vereinstätigkeit war klassische Jugendverbandsarbeit, außerschulische Jugendbildung und die Veranstaltung von Ferienfreizeiten und Lagerfahrten. Bekannte Stützpunkte des Wirbelwind e.V. waren u. a. in Gera, Hermsdorf, Erfurt, Weida, Sömmerda, St. Gangloff, Suhl und Heiligenstadt. Als Mitglied der Lobbyorganisation Kinderinteressen e.V. war Wirbelwind u. a. auch Mitglied im Landesjugendring Thüringen und im Paritätischen Wohlfahrtsverband.
Erste Ferienlagerfahrten wurden von der Thüringer AGJG schon 1991 organisiert. Im Februar 1992 folgte dann die Vereinsgründung als „Arbeitsgemeinschaft Junge GenossInnen in Thüringen“ und die Eintragung in das Vereinsregister. Parallel dazu existierte in Thüringen weiterhin bis 1999 die „Arbeitsgemeinschaft Junge GenossInnen in und bei der PDS“. Spätestens seit 1994 suchte man nach einem neuen Namen, um sich als parteiunabhängiger Verein erkennbar zu machen, bis man sich endlich, nach langem Hin und Her, auf der Vollversammlung Anfang 1996 für den Namen „Wirbelwind - linke Kinder- und Jugendprojekte“ entschied.
Ab 1994 wurden jährlich etwa 30 Kinder aus Krasnaja Gora (Russland, Oblast Brjansk in der Nähe von Tschernobyl, Zone 3) nach Deutschland zur Teilnahme an einer Ferienfreizeit im KiEZ Ferienpark Feuerkuppe in Straußberg nahe Sondershausen eingeladen. Seit 1996 wurden vom Verein, beginnend mit Erfurt, nach und nach in ganz Thüringen Einrichtungen der offenen Jugendarbeit eröffnet.
Aufgrund von Fehlern bei der Abrechnung von SAM-Fördergeldern wurden dem Verein 2003 umfangreiche Rückzahlungsforderungen von Behörden gestellt. Da er diese trotz umfangreicher Rettungsspenden aus dem linken Spektrum nicht abfedern konnte, wurde der Verein Ende 2004 liquidiert und die Einrichtungen wurden geschlossen.